# Wolfgang Fuchs (Keyboarder)

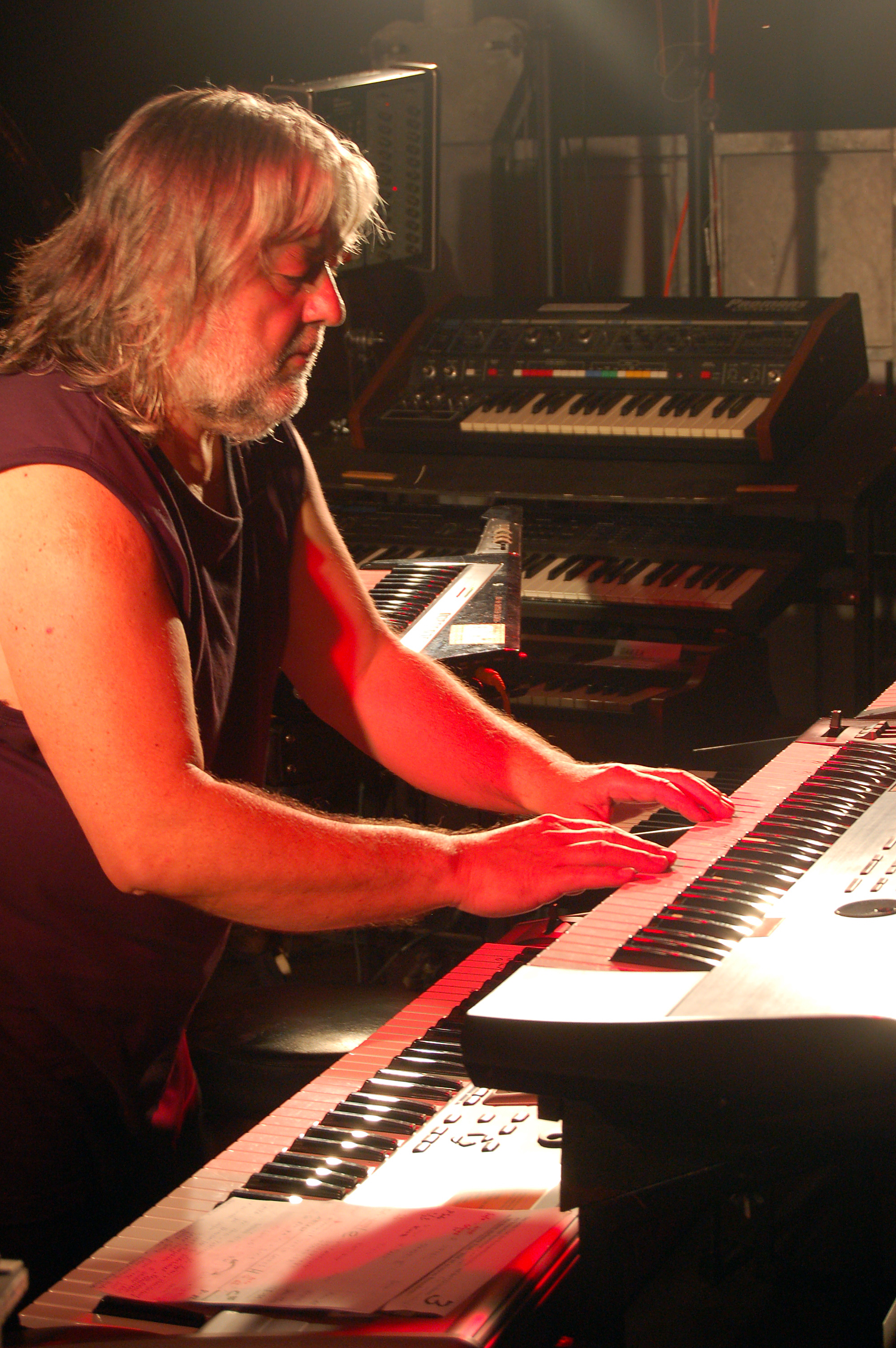
Fuchs während eines Soloauftritts (2010)

Wolfgang „Paule“ Fuchs (* 7. Dezember 1948 in Ost-Berlin) ist ein deutscher Musiker und Komponist. Er wurde vor allem als Frontmann der Gruppe Pond bekannt. 

## Leben
Fuchs erlangte 1968 seinen Abschluss als Fernmeldemonteur und sein Abitur. Ab 1967 spielte er in den Bands Wegas, Joco Dev und Babylon als Schlagzeuger. Seinen Spitznamen Paule erhielt er wegen Paul McCartney. 1978 gründete er die Band Pond, wo er erst als Schlagzeuger, dann als Keyboarder elektronische Musik spielte. Die Band gab in der DDR zwei Alben in reiner Keyboard-Besetzung heraus. 1993 gründete Fuchs das Plattenlabel PONDerosa Records.
1996 bis 2003 trat Fuchs ohne Band auf. Danach tat er sich wieder mit dem Keyboarder und langjährigen Pond-Mitglied Harald Wittkowski zusammen. 2006 erschien Fuchs’ Buch über die Geschichte von Pond. Seit 2008 tritt Fuchs wieder solistisch auf. 2009 schuf er die Komposition Gemälde einer Vernissage zu Gemälden von Willi Sitte, die auf CD veröffentlicht wurde.

## Diskografie (als Solomusiker)
- 2009: Gemälde einer Vernissage (Sony BMG)

## Literarische Werke
- Das POND-Buch. Projekte-Verlag, Halle (Saale) 2006, ISBN 978-3-86634-185-2